# دانييلي بورتانوفا
دانييلي بورتانوفا (بالإيطالية: Daniele Portanova)‏ (مواليد 17 ديسمبر 1978 في روما - إيطاليا) لاعب كرة قدم إيطالي يلعب حاليا لصالح نادي الدرجة الأولى بولونيا الإيطالي منذ 2009 في مركز قلب الدفاع كما يجيد اللعب في مركز الظهير الأيمن .

## روابط خارجية
- دانييلي بورتانوفا على موقع قاعدة بيانات كرة القدم.إي يو (الإنجليزية)
- دانييلي بورتانوفا على موقع Soccerway.com (الإنجليزية)
- دانييلي بورتانوفا على موقع عالم كرة القدم.نت (الإنجليزية)
- دانييلي بورتانوفا على موقع كووورة
- دانييلي بورتانوفا على موقع AS.com (الإسبانية)